# 円周率
円周率（えんしゅうりつ、英: Pi、独: Kreiszahl、中: 圓周率）とは、円の直径に対する円周の長さの比率のことをいい、数学定数の一つである。通常、円周率はギリシア文字である πで表される。円の直径から円周の長さや円の面積を求めるときに用いる。また、数学をはじめ、物理学、工学といった科学の様々な理論の計算式にも出現し、最も重要な数学定数とも言われる。
円周率は無理数であり、超越数でもある。
円周率の計算において功績のあったルドルフ・ファン・クーレンに因み、ルドルフ数とも呼ばれる。ルドルフは小数点以下35桁まで計算した。小数点以下35桁までの値は次の通りである。

ギリシャ文字の は円周率に代表される。

{\displaystyle \pi =3.14159\,26535\,89793\,23846\,26433\,83279\,50288\ldots }

## 基礎

### 表記と呼び方
円周率を表すギリシア文字 π は、ギリシア語でいずれも周辺・円周・周を意味する περίμετρος（ペリメトロス）あるいは περιφέρεια（ペリペレイア）の頭文字から取られた。文字 π をウィリアム・オートレッドは1631年に著した著書において半円周の長さを表す文字として用い、アイザック・バローは論文において半径 R の円周の長さとして用いた。ウィリアム・ジョーンズ (1706) やレオンハルト・オイラーらにより（現代と同じく）円周の直径に対する比率を表す記号として用いられ、それが広まった。日本では「パイ」と発音する。
数 π を指す言葉には、日本・中国・韓国における「円周率（圓周率）」、ドイツの「Kreiszahl」（Kreis は円（周）、Zahl は数の意）の他、それを計算した人物の名前を取った「アルキメデス数」（英: Archimedes' constant）、「ルドルフ数」（英: Ludolph's constant、独: Ludolphsche Zahl）などがある。一般にドイツ語を除くヨーロッパの諸言語には「円周率」に対応する単語はない。
なお、「π」の字体は、表示環境によってはキリル文字の п に近い π などと表示されることがある。また、ギリシャ文字「π」は、円周率とは無関係に、素数計数関数や、基本群・ホモトピー群、ある種の写像（射影など）を表すのに用いられることもある。

### 定義

ユークリッド平面上において、全ての円は相似なので、円周 C と直径 d の比率 C/d は一定 である。

直径 1 の円の周長は

平面幾何学において、円周率 π は、円の周長の直径に対する比率として定義される。すなわち、円の周長を C, 直径を d としたとき、
{\displaystyle \pi ={\frac {C}{d}}}
である。全ての円は互いに相似なので、この比率は円の大きさに依らず一定である。
ところが、この定義は円の周長を用いているため、曲線の長さを最初に定義していない解析学などの分野では、π が現れる際に問題となることがある。この場合、円の周長に言及せず、解析学などにおける性質の一つを π の定義とすることが多い。この際の π の定義の一般なものとして、三角関数 cos x が 0 を取るような x > 0 の最小値の2倍とするもの、級数による定義、定積分による定義などがある。後述の#円周率に関する式も参照。

## 歴史

### 古代
円周の直径に対する比率は円の大きさに依らず一定であり、それは 3 より少し大きいことは古代エジプトやバビロニア、インド、ギリシアの幾何学者たちにはすでに知られていた。また、古代インドやギリシアの数学者たちの間では半径 r の円板の面積が πr2 であることも知られていた。さらに、アルキメデスは正96角形を用いて半径 r の球の体積が 4/3πr3 であることや、この球の表面積が 4πr2（その球の大円による切り口の面積の4倍）であることを導き出した。
円周率を小数で最初に記述したのは小数を発明した中国である。263年に魏の劉徽が3072角形を使用し3.14159と計算し、5世紀に祖沖之が十尺もの直径の円を使用して3.1415926<π<3.1415927 と求め、以後1000年間、全世界でこれ以上正確な計算はなされなかった。祖の計算が正確であったことは、1300年頃に趙友欽が16384辺の内接多角形により確かめた。

### 近代まで
14世紀インドの数学者・天文学者であるサンガマグラーマのマーダヴァは次の π の級数表示を見いだしている（ライプニッツの公式）：
{\displaystyle {\frac {\pi }{4}}=1-{\frac {1}{3}}+{\frac {1}{5}}-{\frac {1}{7}}+\cdots =\sum _{n=0}^{\infty }{\frac {(-1)^{n}}{2n+1}}}
これは逆正接関数 Arctan x のテイラー展開の x = 1 での表式になっている。マーダヴァはまた、
{\displaystyle \pi ={\sqrt {12}}\left(1-{\frac {1}{3\cdot 3}}+{\frac {1}{5\cdot 3^{2}}}-{\frac {1}{7\cdot 3^{3}}}+\cdots \right)}
を用いて π の値を小数点以下11桁まで求めている。
17世紀、ドイツのルドルフ・ファン・コーレンが正325億角形を使い、小数点以下第35位まで計算。1699年（または1706年）にエイブラハム・シャープが小数点以下第72～127位まで求めた。
18世紀フランスの数学者アブラーム・ド・モアブルは、ある定数 C を取ると、コインを 2n回投げて表が x回だけ出る確率は、n が十分大きいとき
{\displaystyle {\frac {C}{\sqrt {n}}}\exp \left\{-{\frac {(x-n)^{2}}{n}}\right\}}
で近似できることを、n = 900 における数値計算により見いだした。この正規分布の概念は1738年に出版されたド・モアブルの『巡り合わせの理論』に現れている。ド・モアブルの友人のジェイムズ・スターリングは後に、{\displaystyle C={\frac {1}{\sqrt {2\pi }}}} であることを示した。
1751年にヨハン・ハインリヒ・ランベルトは、x が 0 でない有理数ならば正接関数 tan x の値は無理数であることを示し、その系（の対偶）として π は無理数であることを導いた。さらに1882年にフェルディナント・フォン・リンデマンは π が超越数であることを示し、円積問題（与えられた長さを半径とする円と等積の正方形を作図する問題）は解くことができないことを導いた。
1873年、ウィリアム・シャンクスは彼自身の手で小数点以下第707位までを計算した（ただしその結果は途中で生じた誤りにより小数点以下第527位までしか正しくなかった）。

### 和算における円周率の取り扱い

#### 江戸時代の初期の和算家の3.16
江戸時代初期の数学書である毛利重能の『割算書』では円周率を3.16としている。その弟子の吉田光由の『塵劫記』でも3.16となっている。しかし、当時の先進国中国の文献にはこの3.16という数値は見られず、中国の文献の数値を引き写したとは考えにくいという。そのため、なぜ初期の和算家が円周率を3.16としたかの理由はよくわかっていない。おそらく、毛利重能とその弟子の吉田光由などの先駆者らは、円周率を実際に測定して3.14ないし3.16ほどの値を得たが、最後の桁の数字に確信が持てなかったため、「円のような美しい形を求める数値は、もっと美しい数値になっていいはずだ」と考え、「美しい理論」を求めた。その結果 √10 = 3.16 が美しい数値として採用されたと推測されている。その考えは日本で2番目に3.14の値を計算で求めた野沢定長の『算九回』（延宝五年:1677年）の中にも見られ、その著書の中で「忽然として円算の妙を悟った」として「円周率の値は形＝経験によって求めれば3.14であるが、理＝思弁によって求めれば3.16である」として「両方とも捨てるべきでない」とした。

#### 和算家が計算した3.14
江戸初期、1600年代前半頃から、円を対象とした和算的研究である「円理」が始まる。その最初のテーマの一つが円周率を数学的に計算する努力であり、1663年に日本で初めて村松茂清が『算爼（さんそ）』において「円の内接多角形の周の長さを計算する方法」で3.14…という値を算出した。『算爼』では円に内接する正8角形から角数を順次2倍していき、内接215 = 32768角形の周の長さで、
3.1415 9264 8777 6988 6924 8
と小数点以下21桁まで算出している。これは実際の値と小数第7位まで一致している。その後1680年代に入ると、円周率の値を3.16とする数学書はなくなり、3.14に統一された。1681年頃には関孝和が内接217角形（13万1072角形）の計算を工夫し、小数第16位まで現代の値と同じ数値を算出した。この計算値は関の死後1712年に刊行された『括要算法』に記されている。
日本の和算家に特徴的なのは、1663年に3.14が初めて導き出されても、その後1673年までの10年間に円周率の値を3.14とした算数書のいずれもが、先行者の円周率をそのまま引き継ぐことをせず、それぞれ独自の値を提出していたことである。この背景には当時の遺題継承運動に「他人の算法をうけつぐ」と共に「自己の算法を誇る」という性格があったためだという。そのため古い3.16の値が疑われてから、遺題継承の際に必ずといってよいほど円周率の値が変えられている。しかしながら江戸時代の3大和算書『塵劫記』『改算記』『算法闕疑抄』の増補改訂版では1680年代には3.14に統一された。

#### 3.14から3.16への逆行
しかし、遺題継承運動は1641年に始まって1699年頃には終わってしまい、いったん3.14に統一された円周率の値は江戸時代後半になると揺らぎ始め、古い3.16に逆行するという現象が生じた。文政年間（1818～30年）に出版された算数書とソロバン書を悉皆調査した結果では、円周率の値を3.14とするものと、3.16とするものの2系統があることが明らかにされた。いくらか専門的な数学書では3.14とされているのに、大衆向けの小冊子の中では3.16の方が普通に用いられていた。
当時の識者である橘南谿（1754-1806年）は「いまに至り3.16あるいは3.14色々に論ずれども、なおきわめがたきところあり」と述べ、3.14はまだ確定していないとしている。儒学者の荻生徂徠も和算家の算出した3.14の根拠に納得しなかった。当時の和算家のほとんどは、円に内接する多角形の周を計算することで円周率を計算した。内接多角形の角数を増やすほど求まる円周率の桁は増えていくので、素人目にはその値が増大する一方に見える。「それがいくら増えても3.1416を超えない」ということを和算家たちはついに納得させることができなかったのである。
そのような和算家以外の素人たちを納得させるには、どうしても万人に納得させる「理」に基づいて計算してみせる他はない。それを行うには西洋で行われたように、「円を内接多角形と外接多角形ではさんで、円周率の上限と下限を示すこと」が必要であったが、（次の鎌田による成果を例外として）和算家はついにその方法を取ることがなかった。

#### 宅間流和算の円周率
日本で唯一「円周を内接・外接多角形で挟み込んで円周率の上限と下限を示す」ことに成功したのは鎌田俊清（1678-1747年）が享保七年（1722年）に著した『宅間流円理』である。その値は以下の通りである。
内周：3.1415 9265 3589 7932 3846 2643 3665 8
外周：3.1415 9265 3589 7932 3846 2643 4166 7
鎌田は円周率の小数点以下24桁まで正しいと確信しうる円周率の値を算出することに成功していた。しかし、鎌田の方法は後継者を持たず、当時の識者に知られることがなかった。

#### 級数展開による算出
日本の数学史では級数による値の算出は広く一般的であった。円周率の級数による公式は多くの学者に研究されており、蜂谷定章、松永良弼、坂部広畔、川井久徳、長谷川寛らによるものがある。また、建部賢弘は円周率の二乗を求める日本初の公式を考案した。

#### 和算の限界
日本の和算の弱点は単に理論面の弱さにとどまらず、万人が納得できる正しい円周率の教育・啓蒙への関心も失ったことであった。そのため和算家たちがいくら円周率は3.14…と書いたところで、『塵劫記』の古い円周率3.16の値がそのまま残存する結果となった。『塵劫記』の重版（1694年）などは古い円周率3.16のまま出版され続け、18世紀に大衆的な通俗算数書が大量に出版される際に、必ずというほど3.16という値を引き継ぐようになってしまった。
18世紀半ば以降の和算は数学的証明の概念の追求は無視され、せっかく宅間流の鎌田俊清がその独創的方法で正しい円周率を算出しても、全く継承されなかった。江戸時代後半の和算家は家元制度的な秘密主義と保守主義と、権威主義が在野の独創性を無視し、結果として学問の進歩を妨げることとなった。

### コンピュータの利用

円周率の小数部分の判明した桁数と時期の関係。このグラフの縦目盛りは対数スケールである。新たなアルゴリズムが開発され、コンピュータが利用できるようになると、判明した桁数は劇的に増加した。

20世紀以降、計算機の発達により、計算された円周率の桁数は飛躍的に増大した。1949年に、電子計算機ENIACを使い72時間かけて、円周率は2037桁まで計算された。その後の数十年間、様々な計算機科学者や計算科学者など、あるいはコンピュータのアマチュアによって計算は進められ、1973年には100万桁を超えた。この進歩は、スーパーコンピュータの開発だけによるものではなく、効率の良いアルゴリズムが考案されたためである。そのうちの最も重要な発見の一つとして、1960年代の高速フーリエ変換がある。これにより、多倍長の演算が高速に実行できるようになった。
2022年6月9日に、Googleの技術者、岩尾エマはるかがGoogle Cloudで、チュドノフスキー級数を使い、157日23時間かけて100兆桁を計算したと発表。
2025年4月2日に、Linus Media Groupは円周率300兆桁を7ヶ月半掛けて計算した。

## 性質

### 無理性
π は無理数である。つまり、2つの整数の商で表すことはできず、小数展開は循環しない。このことは1761年にヨハン・ハインリヒ・ランベルトが証明したが、厳密性に欠けた部分があった。その部分は1806年にルジャンドルによって補われた。

は無理数であるため、循環しない無限小数である。

したがって、円周率のコンピュータによる計算や暗唱、十進法表示での小数部分の各数字 (0, 1, …, 9) の出現頻度は、人々の興味の対象となる。

は超越数であるため、コンパスと目盛のない定規を有限回用いて円と等面積の正方形を作図することは不可能である。

### 超越性
さらに、π は超越数である。つまり、有理数係数の代数方程式の解にはならない。これは1882年にフェルディナント・フォン・リンデマンによって証明された（リンデマンの定理）。これより、整数から四則演算と冪根をとる操作だけを有限回組み合わせてもけっして π の値は得られないことがわかる。
π が超越数であることから直ちに、古代ギリシアの三大作図問題の内の一つである「円積問題」（与えられた長さを半径とする円と等積の正方形を目盛の無い定規とコンパスを「有限回」用いて作図すること）は不可能なことが結論される。

### ランダム性
2022年10月の時点で、π は小数点以下100兆桁まで計算されている。そして、わかっている限りでは 0 から 9 までの数字がランダムに現れているようには見えるが、それが乱数列といえるかどうかははっきりとはわかっていない。たとえば π が正規数であるかどうかもわかっていない。正規数であれば π の10進表示において、各桁を順に取り出して得られる数列：
3, 1, 4, 1, 5, 9, 2, 6, 5, 3, 5, …
には、0 から 9 が均等に現れるはずだがわかっておらず、それどころか、0 から 9 がそれぞれ無数に現れるのかどうかすらわかっていない。もし仮に正規数でないとすれば、乱数列でもないということになる。
5兆桁までの数字の出現回数は以下の通りである。全てほぼ等しく（約0.0005%の違いに収まる）、最も多いのは 8 で、最も少ないのは 6 である。
0：4999億9897万6328回
1：4999億9996万6055回
2：5000億0070万5108回
3：5000億0015万1332回
4：5000億0026万8680回
5：4999億9949万4448回
6：4999億9893万6471回
7：5000億0000万4756回
8：5000億0121万8003回
9：5000億0027万8819回

### 連分数
分母を整数と分数の和で表すことを続けていった表示を連分数という。「整数」を最大にしていくと、分子を全て 1 にできる：
{\displaystyle a_{0}+{\cfrac {1}{a_{1}+{\cfrac {1}{a_{2}+{\cfrac {1}{\ddots +{\cfrac {1}{a_{n}}}}}}}}}}
π は無理数であるから、円周率 π の連分数展開は有限項では終わらず無限項の連分数となる：
{\displaystyle \pi =3+{\cfrac {1}{7+{\cfrac {1}{15+{\cfrac {1}{1+{\cfrac {1}{292+{\cfrac {1}{1+{\cfrac {1}{1+{\cfrac {1}{1+\ddots }}}}}}}}}}}}}}}
上記の正則連分数展開（すべての分子が 1 である連分数）を途中で打ち切ると、π の良い有理数近似が得られる。その最初の4つは 3, 22/7, 333/106, 355/113 である。これらは古くからよく知られ使用されてきた近似値である。これらはそれぞれ分母が大きくないどの分数よりも π に近く、π の最良有理数近似である。
さらに、π は超越数である（つまり代数的数でない）ことが知られている。一般に、正則連分数の分母に現れる整数部が循環するのは二次無理数（有理係数の二次方程式の解となるような代数的数）に限られ、π は二次無理数でないため循環連分数として表せない。加えて π の正則連分数は規則性を示さないが、π の一般化連分数では以下の規則をもつものが知られている：
{\displaystyle {\begin{aligned}\pi &={\cfrac {4}{1+{\cfrac {1^{2}}{2+{\cfrac {3^{2}}{2+{\cfrac {5^{2}}{2+{\cfrac {7^{2}}{2+{\cfrac {9^{2}}{2+\ddots }}}}}}}}}}}}=3+{\cfrac {1^{2}}{6+{\cfrac {3^{2}}{6+{\cfrac {5^{2}}{6+{\cfrac {7^{2}}{6+{\cfrac {9^{2}}{6+\ddots }}}}}}}}}}\\[8pt]&={\cfrac {4}{1+{\cfrac {1^{2}}{3+{\cfrac {2^{2}}{5+{\cfrac {3^{2}}{7+{\cfrac {4^{2}}{9+\ddots }}}}}}}}}}\end{aligned}}}

## 未解決問題
- 次の数は超越数か？

{\displaystyle \pi \pm e,\,\pi e,\,{\frac {\pi }{e}},\,\pi ^{\pi },\,\pi ^{e},\,\pi ^{\sqrt {2}},\,e^{\pi ^{2}}}
- ただし、{\displaystyle \pi \pm e}と{\displaystyle \pi e,{\frac {\pi }{e}}}は両者少なくとも一方は超越数であることはわかっている。

- π は正規数か？

## 円周率に関する式
π についての式は非常に多い。ここではその一部を紹介する。数式によってはそれ自体が π の定義になり得るし、π の近似値の計算などにも使われてきた。

### 幾何

円の面積は、1辺が半径の正方形（灰色）の面積の 倍である。

長半径 a, 短半径 b の楕円の面積は πab に等しい。

- 半径 r の円の周長：{\displaystyle 2\pi r}
- 半径 r の円の面積：{\displaystyle \pi r^{2}}
- 半径 r の球の体積：{\displaystyle {4 \over 3}\pi r^{3}}
- 半径 r の球の表面積：{\displaystyle 4\pi r^{2}}
- 長半径 a, 短半径 b の楕円の面積：{\displaystyle \pi ab}
- {\displaystyle 180^{\circ }=\pi } rad

### 解析（特殊関数と虚数を除く）
- ライプニッツの公式、#2千年紀、逆正接関数も参照

{\displaystyle \sum _{n=0}^{\infty }{\frac {(-1)^{n}}{2n+1}}=1-{\frac {1}{3}}+{\frac {1}{5}}-{\frac {1}{7}}+\cdots ={\frac {\pi }{4}}}
- マーダヴァの公式、逆正接関数も参照

{\displaystyle {\sqrt {12}}\sum _{n=0}^{\infty }{\frac {(-1)^{n}}{3^{n}(2n+1)}}={\sqrt {12}}\left(1-{\frac {1}{3\cdot 3}}+{\frac {1}{5\cdot 3^{2}}}-{\frac {1}{7\cdot 3^{3}}}+\cdots \right)=\pi }
- ウォリスの公式

{\displaystyle \prod _{n=1}^{\infty }{\frac {(2n)^{2}}{(2n-1)(2n+1)}}={\frac {2^{2}}{1\cdot 3}}\cdot {\frac {4^{2}}{3\cdot 5}}\cdot {\frac {6^{2}}{5\cdot 7}}\cdot {\frac {8^{2}}{7\cdot 9}}\cdots ={\frac {\pi }{2}}}
- {\displaystyle \prod _{n=1}^{\infty }{\frac {n^{2}+n}{n^{2}+n+{\frac {1}{4}}}}={\frac {8}{9}}\cdot {\frac {24}{25}}\cdot {\frac {48}{49}}\cdot {\frac {80}{81}}\cdot {\frac {120}{121}}\cdot {\frac {168}{169}}\cdot {\frac {224}{225}}\cdot {\frac {288}{289}}\cdots ={\frac {\pi }{4}}}
- ビエトの公式

{\displaystyle \prod _{n=1}^{\infty }\cos {\frac {90^{\circ }}{2^{n}}}={\sqrt {\frac {1}{2}}}{\sqrt {{\frac {1}{2}}+{\frac {1}{2}}{\sqrt {\frac {1}{2}}}}}{\sqrt {{\frac {1}{2}}+{\frac {1}{2}}{\sqrt {{\frac {1}{2}}+{\frac {1}{2}}{\sqrt {\frac {1}{2}}}}}}}\cdots ={\frac {2}{\pi }}}
- {\displaystyle \sum _{n=1}^{\infty }{\frac {1}{n^{2}2^{n-1}}}+(\log 2)^{2}={\frac {\pi ^{2}}{6}}}（オイラー）

- {\displaystyle \int _{-\infty }^{\infty }e^{-x^{2}}\,dx={\sqrt {\pi }}}（ガウス積分）
- {\displaystyle \pi =2\int _{0}^{1}{\frac {dt}{\sqrt {1-t^{2}}}}}[41]
- {\displaystyle \pi =\int _{-1}^{1}{\frac {dt}{\sqrt {1-t^{2}}}}}
- {\displaystyle \pi =2\int _{-1}^{1}{\sqrt {1-t^{2}}}\,dt}
- {\displaystyle \pi =4\int _{0}^{1}{\frac {dt}{1+t^{2}}}}
- {\displaystyle \pi =\int _{-\infty }^{\infty }{\frac {dt}{1+t^{2}}}}
- 逆三角関数は主値を取るものとすると

{\displaystyle {\begin{aligned}\pi &=2\arccos 0\\&=2\arcsin 1\\&=4\arctan 1\end{aligned}}}
- 逆三角関数（逆正弦関数）の公式より

{\displaystyle \pi =2\sum _{n=0}^{\infty }{\frac {(2n-1)!!}{(2n+1)(2n)!!}}}
- 逆三角関数（逆正接関数）の公式より
  - 逆正接関数のテイラー展開による：{\displaystyle {\begin{aligned}\pi &=4\sum _{n=0}^{\infty }{\frac {(-1)^{n}}{2n+1}}\end{aligned}}}
  - オイラーによる[42]：{\displaystyle {\begin{aligned}\pi &=2\sum _{n=0}^{\infty }{\cfrac {n!}{(2n+1)!!}}\\&=\sum _{n=0}^{\infty }{\cfrac {2^{n+1}(n!)^{2}}{(2n+1)!}}\end{aligned}}}
- 双曲線関数（双曲線余接関数）の公式より

{\displaystyle {\frac {1}{e^{2}-1}}=\sum _{n=1}^{\infty }{\frac {1}{(n\pi )^{2}+1}}}
- ニュートンの無平方根公式[43]

{\displaystyle {\begin{aligned}\pi &=3\sum _{n=0}^{\infty }{\frac {(2n)!}{(2n+1)16^{n}(n!)^{2}}}\\&=3\sum _{n=0}^{\infty }{\frac {(n+1)C_{n}}{(2n+1)16^{n}}}\end{aligned}}}

関数 のグラフと x軸で囲まれた部分の面積は √ である。（ガウス積分）

（Cn はカタラン数）この式は、
{\displaystyle \pi =6\arcsin {\frac {1}{2}}} のマクローリン級数となっている。
- マチンの公式（マチン、1706年[44][45]（1709年とも））

{\displaystyle 4\arctan {\frac {1}{5}}-\arctan {\frac {1}{239}}={\frac {\pi }{4}}}
{\displaystyle 4\operatorname {arccot} 5-\operatorname {arccot} 239={\frac {\pi }{4}}} と書かれることもある。
4 と 1/4 が二進法と相性が良く、収束も早いため、コンピュータでの円周率計算によく使われる公式の一つである。
- 4/π の連分数表示

{\displaystyle {\frac {4}{\pi }}=1+{\cfrac {1}{3+{\cfrac {4}{5+{\cfrac {9}{7+{\cfrac {16}{9+{\cfrac {25}{\ddots }}}}}}}}}}}
- ガウス＝ルジャンドルのアルゴリズム

初期値の設定：
{\displaystyle a_{0}=1,\quad b_{0}={\frac {1}{\sqrt {2}}},\quad t_{0}={\frac {1}{4}},\quad p_{0}=1.}
反復式：an, bn が希望する桁数になるまで以下の計算を繰り返す。小数第n位まで求めるとき log2 n回程度の反復でよい。
{\displaystyle {\begin{aligned}a_{n+1}&={\frac {a_{n}+b_{n}}{2}},\\b_{n+1}&={\sqrt {a_{n}b_{n}}},\\t_{n+1}&=t_{n}-p_{n}(a_{n}-a_{n+1})^{2},\\p_{n+1}&=2p_{n}.\end{aligned}}}
π の算出：円周率 π は、an, bn, tn を用いて以下のように近似される。
{\displaystyle \pi \approx {\frac {1}{4t_{n}}}(a_{n}+b_{n})^{2}}
非常に収束が早く、金田康正が1995年に42億桁、2002年に1.24兆桁を計算したスーパー π に使われていた。
- {\displaystyle n!\sim {\sqrt {2\pi n}}\left({\frac {n}{e}}\right)^{n}}（スターリングの近似。f (n) ∼ g(n) は {\displaystyle \lim _{n\to \infty }{\frac {f(n)}{g(n)}}=1} を表す）
- {\displaystyle {\frac {1}{\pi }}={\frac {2{\sqrt {2}}}{99^{2}}}\sum _{n=0}^{\infty }{\frac {(26390n+1103)\cdot (4n)!}{(4^{n}99^{n}\cdot n!)^{4}}}}（ラマヌジャン）
- {\displaystyle {\frac {4}{\pi }}=\sum _{n=0}^{\infty }{\frac {(-1)^{n}(21460n+1123)\cdot (4n)!}{882^{2n+1}(4^{n}n!)^{4}}}}（ラマヌジャン）
- {\displaystyle \sum _{n=1}^{\infty }{\frac {n}{e^{2\pi n}-1}}={\frac {1}{24}}-{\frac {1}{8\pi }}}（ラマヌジャン）
- {\displaystyle {\frac {1}{\pi }}={\frac {12}{C_{0}{\sqrt {C_{0}}}}}\sum _{n=0}^{\infty }{\frac {(C_{2}n+C_{1})\cdot (6n)!}{(-C_{0})^{3n}\cdot (3n)!\cdot (n!)^{3}}}}（チュドノフスキー兄弟（英語版））[46]

（各定数と、その素因数分解：
C0 = 640320 = 26 × 3 × 5 × 23 × 29,
C1 = 13591409 = 13 × 1045493,
C2 = 545140134 = 2 × 32 × 7 × 11 × 19 × 127 × 163.）
- {\displaystyle {\frac {1}{\pi }}={\frac {12}{C_{2}{\sqrt {C_{2}}}}}\sum _{n=0}^{\infty }{\frac {(-1)^{n}(6n)!(C_{0}+C_{1}n)}{(3n)!(n!)^{3}C_{2}^{n}}}} (Peter Borwein（英語版）, Jonathan Borwein（英語版）)[46]

（各定数の値：
C0 = 1657145277365+212175710912√61,
C1 = 107578229802750+3773980892672√61,
C2 = 1249638720+159999840√61.）
- David Bailey, Peter Borwein, およびサイモン・プラウフによるもの（ベイリー＝ボールウェイン＝プラウフの公式・俗称 "BBP"）、Adamchik と Wagon によるもの、Fabrice Bellard によるもの[47][44]等については、あまりに高度なため割愛する。

### 複素解析

オイラーの公式の図形的表現。複素数平面において、複素数 eiφ は、単位円周上の偏角 φ の点を表す。この公式よりオイラーの等式が導かれる。

- {\displaystyle e^{i\pi }+1=0}（オイラーの等式）
- {\displaystyle \sum \limits _{k=0}^{n-1}e^{i\cdot {\frac {2\pi k}{n}}}=0}（n は 2 以上の整数）

後者はオイラーの等式の一般化であり、1 の n乗根の総和は 0 になることを示している。n = 2 とするとオイラーの等式になる。
- {\displaystyle \pi =4+\sum _{n=1}^{\infty }{\frac {1}{n!}}\left({\frac {1}{n+\lambda }}-{\frac {4}{2n+1}}\right)\left({\frac {(2n+1)^{2}}{4(n+\lambda )}}-n\right)_{n-1}}（Aninda Sinha（英語版）、Arnab Saha（英語版））[48][49]

λ は特定の条件を満たす適当な複素数であり、λ の値を変えることで収束スピードを調整できる。
超弦理論の研究に必要な計算を簡略化する最適化問題を解く過程で偶然に発見されたものだが、少ない計算量で真値に収束する数学的に優れた式でもある。
この式の背景となったモデルにはベータ関数とファインマン・ダイアグラムが用いられており、量子の相互作用について記述することが可能である。

### 特殊関数
- {\displaystyle \zeta (2)={\frac {1}{1^{2}}}+{\frac {1}{2^{2}}}+{\frac {1}{3^{2}}}+{\frac {1}{4^{2}}}+\cdots ={\frac {\pi ^{2}}{6}}}（1735年：オイラー、バーゼル問題、ゼータ関数）
- {\displaystyle \zeta (4)={\frac {1}{1^{4}}}+{\frac {1}{2^{4}}}+{\frac {1}{3^{4}}}+{\frac {1}{4^{4}}}+\cdots ={\frac {\pi ^{4}}{90}}}
- {\displaystyle \zeta (2n)={\frac {(-1)^{n-1}2^{2n-1}B_{2n}}{(2n)!}}\pi ^{2n}\ (n\in \mathbb {N} )}（Bn はベルヌーイ数）
- {\displaystyle \Gamma {\biggl (}{\frac {1}{2}}{\biggr )}={\biggl (}-{\frac {1}{2}}{\biggr )}!={\sqrt {\pi }}}（ガンマ関数）

### 数論
- 整数全体から無作為に2つ取り出すとき、その2つが互いに素である確率は 6/π2 である（互いに素_(整数論)#互いに素である確率を参照）。

### 力学系・エルゴード理論
ロジスティック写像 xi+1 = 4xi(1 − xi) により帰納的に定まる数列 {xi} を考える。初期値 x0 を 0 以上 1 以下に取るとき、そのほとんど全てで、次が成り立つ。
- {\displaystyle \lim _{n\to \infty }{\frac {1}{n}}\sum _{i=1}^{n}{\sqrt {x_{i}}}={\frac {2}{\pi }}}

### 統計
- {\displaystyle f(x)={\frac {1}{\sigma {\sqrt {2\pi }}}}\,\exp {\biggl [}-{\frac {(x-\mu )^{2}}{2\sigma ^{2}}}{\biggr ]}}（正規分布の確率密度関数）
- 幅 1 の無数の平行線の上から長さ 1/2 の針を落とすとき、その針が直線と共有点を持つ確率は 1/π である（ビュフォンの針）。

### その他
- 河川の長さの水源・河口間の直線距離に対する比率は、平均すると円周率に近い[50]。

## 暗唱

### 語呂合わせ
π の桁を記憶術に頼らずに暗記する方法が各種存在している。
日本語では、語呂合わせにより、長い桁を暗記するのも比較的簡単である。有名なものとして、以下がある。
産医師異国ニ向コー、産後厄無ク産婦御社ニ虫サンザン闇ニ鳴ク
| （ | 産 | 医 | 師 | 異 | 国 | ニ | 向 | コー、 | 産 | 後 | 厄 | 無 | ク | 産 | 婦 | 御 | 社  | ニ | 虫 | サン | ザン | 闇 | ニ | 鳴 | ク | ）               |
|    | 3. | 1  | 4  | 1  | 59 | 2  | 6  | 5      | 3  | 5  | 89 | 7  | 9  | 3  | 2  | 3  | 846 | 2  | 64 | 3    | 3    | 83 | 2  | 7  | 9  | （小数以下30桁） |

| 産 | 医 | 師 | 異 | 国 | に | 向 | かう。 | 産 | 後 | 厄 | な | く、 | 産 | に | 産 | 婆、 | 四 | 郎 | 二 | 郎 | 死 | 産、 | 産 | 婆 | 産 | に | 泣 | く。 | 困る | に | 母 | よ | 行 | く | な。 | 一 | 郎 | 苦 | 産で | 苦が続き、 | 美 | 奈 | 子 | 一人 | を | 小 | 屋 | に | 置 | く。 |                  |
| 3. | 1  | 4  | 1  | 59 | 2  | 6  | 5      | 3  | 5  | 89 | 7  | 9    | 3  | 2  | 3  | 8    | 4  | 6  | 2  | 6  | 4  | 3    | 3  | 8  | 3  | 2  | 7  | 9    | 50   | 2  | 88 | 4  | 1  | 9  | 7    | 1  | 6  | 9  | 3    | 99         | 3  | 7  | 5  | 1    | 0  | 5  | 8  | 2  | 0  | 9    | （小数以下55桁） |

全く傾向が異なるものとして、
| 身 | 一つ、 | 宵、 | 獄 | に | 向 | こう。 | 惨たるかな | 医 | 薬 | な | く |  |                  |
| 3. | 1      | 41   | 59 | 2  | 6  | 5      | 3          | 5  | 89 | 7  | 9  |  | （小数以下14桁） |

| 身 | ひとつ | よ | 人の、 | いづこに | 婿見、 | いつ、 | 厄なく | 見つ、 | 文や | 読むらん |                  |
| 3. | 1      | 4  | 1      | 592      | 653    | 5      | 8979   | 3      | 238  | 46       | （小数以下20桁） |

英語圏では語呂合わせがうまくいかないため、単語の文字数で覚える方法がある。
| Yes, | I | have | a | number. |                               |
| 3.   | 1 | 4    | 1 | 6       | （小数以下4桁までで四捨五入） |

| Can | I | find | a | trick | recalling | Pi | easily? | |
| 3.  | 1 | 4    | 1 | 5     | 9         | 2  | 6       | （7桁、また「π を簡単に思い出せるトリックってある？」という文章自体がその質問の答えにもなっている） |

| How | I | like | a | drink, | alcoholic | of | course, | after | the | heavy | lectures | involving | quantum | mechanics! | [ 55 ]           |
| 3.  | 1 | 4    | 1 | 5      | 9         | 2  | 6       | 5     | 3   | 5     | 8        | 9         | 7       | 9          | （小数以下14桁） |

3桁目の like を want としたものもある（出典は不明）。 
| And | if | the | lectures | were | boring | or | tiring, | then | any | odd | thinking | was | on | quartic | equations | again. |                                   |
| 3   | 2  | 3   | 8        | 4    | 6      | 2  | 6       | 4    | 3   | 3   | 8        | 3   | 2  | 7       | 9         | 5      | （上に続けて、31桁）S. ボトムリー |

これらのような覚え方は多くあり、日本語では上記のものの改編で90桁までのものや、歌に合わせたもの、数値を文字に置き換えて1,000桁近く覚える方法などがある。

### 暗唱記録
2004年9月25日、原口證が8時間45分かけて円周率5万4000桁の暗唱に成功し、従来の世界記録を更新した。しかしながら、実際はより多くの桁を覚えていたため、2005年7月1日 - 7月2日に再挑戦し、8万3431桁までの暗唱に成功した。2006年10月3日午前9時 - 10月4日午前1時30分（16時間30分）の挑戦で円周率10万桁の暗唱に成功した。
2022年2月現在で『ギネス世界記録』に認定されている円周率暗唱の世界記録は、2015年3月21日にRajveer Meenaが10時間近くかけて暗唱した7万桁である。

## 文化的影響

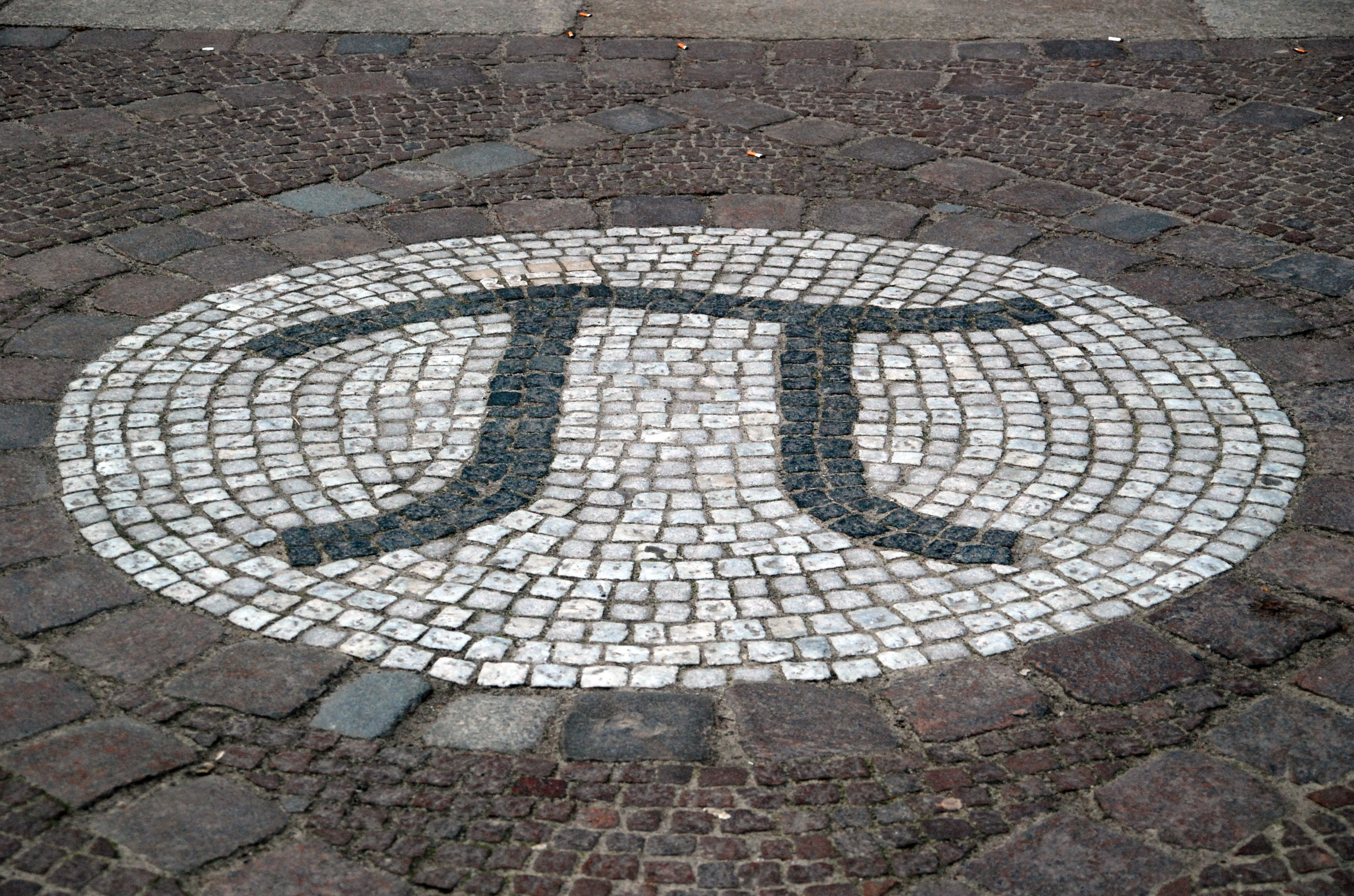
ベルリン工科大学数学科の近くにあるタイル

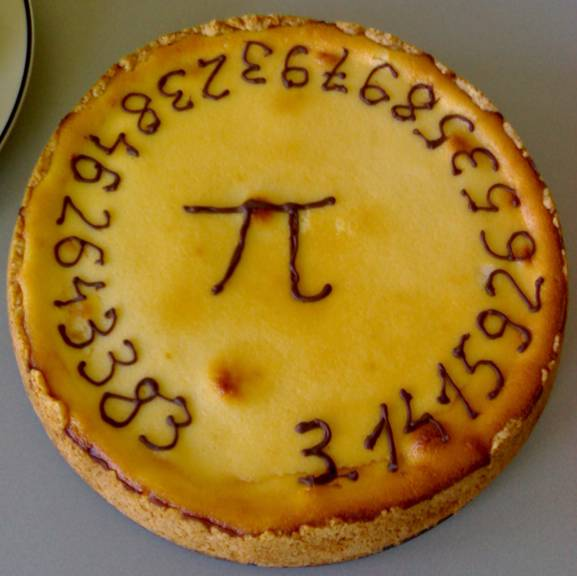
のパイ。パイは円形かつ"パイ"とは同音異義語であるため、駄洒落の対象にされる。

円という日常でもよく知られた図形についての単純な定義でありながら、小数部分が循環せずに無限に続くという不可思議さから、数学における概念の中で最もよく知られたものの一つである。
- 3月14日は円周率の日および数学の日[注 7]である。小数点以下が「永遠に続く」という意味にあやかり、3月14日に結婚するカップルもいる[57]。また、π (pi) とパイ (pie) は同音異義語であること[58]、パイが円形であることから、アメリカ合衆国など複数の国で「パイの日」として祝われ[59]、パイ焼きやパイ食のほか、数学に関係した活動が行われる[60]。
- 7月22日は円周率近似値の日とされている（22/7 は円周率の近似値）。
- 1999年の学習指導要領の改訂により「小学校の算数で円周率は3で計算することになる」との噂が世間に広まった[61]が、実際には必要に応じて3で計算することも可能にするための措置であった[62]。
- 2012年8月14日、米国勢調査局が、米国の人口が円周率と同じ並びの3億1415万9265人に達したと発表した。アメリカには円周率の曲を作る人もいる[63]。
- 組版処理ソフトウェア TeX のバージョン番号は、3.14, 3.141, 3.1415, … というように、更新の度に円周率に近づいていくように一桁ずつ増やされる。

## 実務上の近似値
円弧の長さの計算など、実務上の数値計算では、その用途に応じて必要な桁数の円周率が計算に用いられる。例として、
- 指輪などの小さなものでは、3.14で設計している。[要出典]
- 公認陸上競技場の曲走路の計算では、3.1416を用いている[64]。
- NASAのJPLの惑星間航行システムにおける最高精度の計算では、小数点以下15桁までの3.141592653589793を用いている[65]。
- 観測可能な宇宙が球体だとして、その円周の誤差が水素原子程度になるためには、小数点以下40桁程度を使えば足りる[66]。

## 値
小数点以下1000桁までの値
π = 3.
1415926535 8979323846 2643383279 5028841971 6939937510 5820974944 5923078164 0628620899 8628034825 3421170679 8214808651 3282306647 0938446095 5058223172 5359408128 4811174502 8410270193 8521105559 6446229489 5493038196 4428810975 6659334461 2847564823 3786783165 2712019091 4564856692 3460348610 4543266482 1339360726 0249141273 7245870066 0631558817 4881520920 9628292540 9171536436 7892590360 0113305305 4882046652 1384146951 9415116094 3305727036 5759591953 0921861173 8193261179 3105118548 0744623799 6274956735 1885752724 8912279381 8301194912 9833673362 4406566430 8602139494 6395224737 1907021798 6094370277 0539217176 2931767523 8467481846 7669405132 0005681271 4526356082 7785771342 7577896091 7363717872 1468440901 2249534301 4654958537 1050792279 6892589235 4201995611 2129021960 8640344181 5981362977 4771309960 5187072113 4999999837 2978049951 0597317328 1609631859 5024459455 3469083026 4252230825 3344685035 2619311881 7101000313 7838752886 5875332083 8142061717 7669147303 5982534904 2875546873 1159562863 8823537875 9375195778 1857780532 1712268066 1300192787 6611195909 2164201989 …
（オンライン整数列大辞典の数列 A000796）
十進記数法以外の表記法による表現
- 二進記数法（基数（英語版）2）による最初の48桁（48ビットとも呼ばれる）は 11.001001000011111101101010100010001000010110100011...（オンライン整数列大辞典の数列 A004601）
- 三進記数法（基数3）による最初の38桁は 10.0102110122220102110021111102212222201...（オンライン整数列大辞典の数列 A004602）
- 十六進記数法（基数16）による最初の20桁は3.243F6A8885A308D31319...[68]（オンライン整数列大辞典の数列 A062964）
- 六十進記数法（基数60）による最初の5桁は 3;8,29,44,0,47[69]（オンライン整数列大辞典の数列 A060707）